# 지멘스담역
지멘스담역(U-Bahnhof Siemensdamm)은 베를린 슈판다우구 지멘스슈타트와 샤를로텐부르크빌머스도르프구 샤를로텐부르크노르트의 경계선에 있는 U7의 역이다. 1980년 10월 1일 U7의 북서부 연장 당시에 개업했다. 동명의 도로 아래에 역사가 설치되어 있다.
라이너 륌러가 설계했으며, 베를린 지하철의 건설에 영향을 준 베르너 폰 지멘스를 역 디자인의 모티브로 삼았다. 역사 내 역명판의 디자인은 1936년 당시의 지멘스 상표와 유사하게 제작되었다. 2003년에 보수 공사를 거쳤고, 2017년 12월에 역 승강장에서 지상으로 연결되는 엘리베이터가 가동을 시작했다.
2017년 3월 U7 노선의 북부 역사 6곳의 일부로 베를린의 건축유산으로 지정되었다.
베를린 버스 123, 139번과 환승할 수 있다.

## 방공호

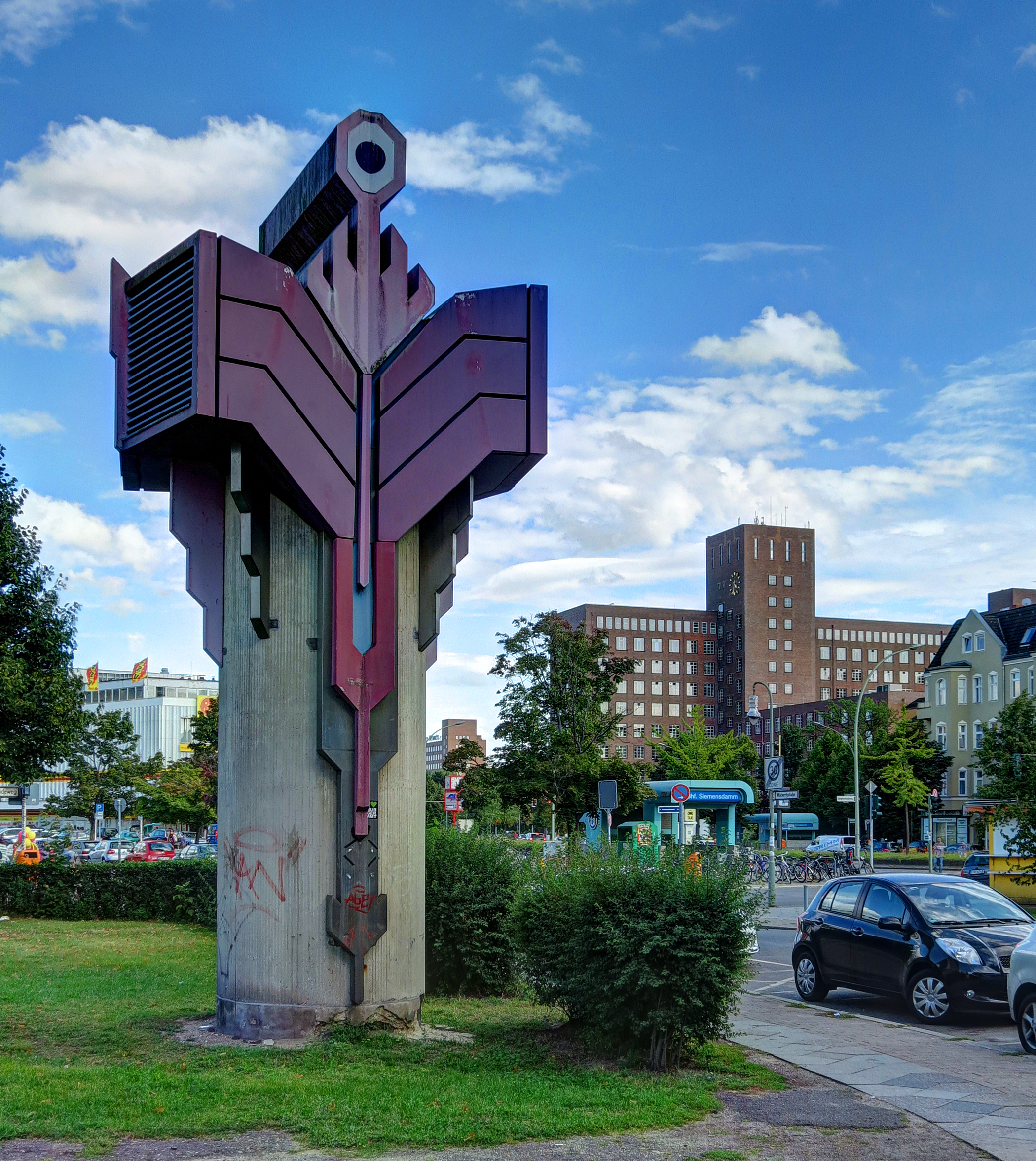
서쪽에 있는 공기 정화탑

이 역 승강장과 대합실은 비상 상황에서 방공호로 사용할 수 있도록 설계되었다. 비상 상황 시 신호 시스템과 연동되어 승강장을 폐쇄할 수 있는 철근 콘크리트 블록 4개가 있으며, 출입구도 완벽하게 폐쇄할 수 있는 별도의 문이 설치되어 있다. 외부의 유독 가스 유입을 막을 수 있도록 여압 설비가 갖춰져 있으며, 이에 따라서 터널에 체크 밸브가 장착되어 있어서 이 역으로 열차가 진입할 때 밸브 구동음을 들을 수 있다. 남동쪽 출입구에는 공기 유입을 차단할 수 있는 연속 출입문이 설치되어 있고, 비상 안내 방송을 할 수 있는 스피커가 설치되어 있다. 역사 서쪽 끝과 동쪽 끝에는 지상과 연결되는 공기 정화탑이 설치되어 있고, 각각 탑의 높이는 6 m이다. 비상 상황 시에는 각 선로에 열차를 정차시켜 대피 시설로 사용할 수 있도록 설계되었다. 중간층 대합실에는 비상용 발전기와 상수도 필터가 설치되어 있는 4,500명을 수용할 수 있는 방공호가 설치되어 있다.

## 인접 철도역
| 베를린 지하철                   | 베를린 지하철 | 베를린 지하철      |
| ------------------------------- | ------------- | ------------------ |
| 로어담 라트하우스 슈판다우 방면 | U7            | 할렘베크 루도 방면 |